# Sökmotoroptimering
Sökmotoroptimering, från engelskans search engine optimization, förkortat SEO, är ett samlingsnamn för de olika metoder och tekniker som används för att få en webbsida att på ett organiskt sätt, i kontrast till betald marknadsföring på sökmotorer, synas så högt upp som möjligt på önskade sökord bland sökresultaten i sökmotorer så som Google, Bing eller Yahoo.
Eftersom rangordningen av webbsidor sker automatiskt genom algoritmer kan man försöka att till webbplatsägarens fördel optimera den bedömning av en webbsida som sökmotorerna gör genom att genomföra ändringar i de faktorer som algoritmerna tar hänsyn till.
Personer som arbetar med att hjälpa företag med sökmotoroptimering kan kallas SEO-konsulter.

## Rangordning av webbsidor genom sökmotoroptimering
De som står bakom en sökmotor vill i allmänhet att sökresultaten ska vara så relevanta som möjligt för dem som söker på en viss fras (sökord/nyckelord), samtidigt som webbplatsägare å andra sidan vill ha relevanta besökare till sina webbplatser. Det är inte alls vettigt att sikta in sig mot massan av besökare utan att nå den målgrupp man söker. Sökmotorernas algoritmer utvecklas ständigt i syfte att förbättra sökresultatens relevans, medan webbplatsägarna försöker att finna och implementera metoder, metoder för sökmotoroptimering, för att göra att deras webbsidor av algoritmerna uppfattas som mer relevanta.
I sökmotorernas barndom figurerade enkla metoder för att påverka algoritmerna, såsom att fylla en webbsida med ord och namn som inte syntes för vanliga besökare (men däremot av sökmotorernas rangordningsalgoritmer), eller att upprepa ett visst ord i webbsidans titelrad, et cetera. Problemet med dessa metoder var att de i objektiv mening inte gjorde webbsidorna mer relevanta för besökare utan istället försämrade sökmotorernas sökresultat, varför rangordningsalgoritmerna med tiden ändrats så att användning av denna sorts sökmotoroptimering inte skulle premieras. Numera kan den typ av sökmotoroptimering straffas av sökmotorn med att webbplatsen helt stryks ur sökresultaten.
Sökmotorerna strävar numera efter att belöna sådana saker som är till nytta för surfaren, såsom god kvalitet, fyllighet, unikt och omfattande material samt användarvänlighet. 

## Metoder för sökmotoroptimering
En vanligt förekommande uppdelning av SEO-tekniker för sökmotoroptimering, är mellan onpage- och offpage-metoder. 

### Onpage-metoder
Sökmotoroptimering onpage går traditionellt ut på att modifiera den egna webbsidan och webbplatsen så att den tilltalar rangordningsalgoritmerna. Denna typ av sökmotoroptimering kan inkludera sådant som: 
- att publicera relevant innehåll som är till nytta för dem som sökt den aktuella sökfrasen.
- att nämna viktiga nyckelord högt upp på sidan.
- att formatera rubriker med HTML-taggar som h1, h2 eller h3 och se till att inkludera viktiga nyckelord i dessa rubriker
- att använda unik text i title-taggen på varje sida på sajten och se till denna text överensstämmer, dels med h1-rubriken, dels med den länktext som används internt på webbplatsen
- att vid användning av bilder skriva ut nyckelorden och beskriva bilden i text i alt taggar
- att använda semantisk kodning och struktur för att förenkla för sökmotorerna att förstå varje sidas unika innehåll.
- att länka internt med sökorden som s.k. ankartext (länkad text).

### Offpage-metoder
Off page SEO handlar om att öka sidans tillgänglighet från andra webbplatser. Ifall det finns många länkar från andra relevanta sidor så stiger sidan i aktning hos sökmotorn. För att säkerställa detta kan företag åta sig bland annat: 
- att få andra webbsidor, främst sådana som behandlar samma ämne, att länka till den egna sidan. Dessa länkar kallas för "backlinks".
- att ankartexten som används i länkarna är relevant sett till sidans innehåll och de sökord man optimerar mot
- att köpa ett blogginlägg med länk, antingen med egenskriven text eller i samband med textskapande. Denna strategi kallas för "guest posting".

### Teknisk SEO
Teknisk SEO går ut på att skapa en teknisk plattform som förbättrar användarupplevelsen, samt gör det lättare för sökmotorer att söka igenom och förstå webbplatsen och sedan indexera innehållet vilket gör det sökbart för användarna. Exempel på hur en bra teknisk plattform förbättrar användarupplevelsen är snabba laddningstider och mobilanpassad webbdesign. Teknisk SEO kan även göra det lättare för Google och andra sökmotorer att söka igenom en webbplats och hitta alla sidor samt förstå dess innehåll, vilket i slutänden förbättrar webbplatsens SEO. Exempel på detta är strukturerad data, webbplatskartor, robots.txt samt en rendering optimerad för sökmotorer( T.ex. Server-Side-Rendering eller Pre-render-tekniker) För att summera så går teknisk SEO ut på bland annat:
- att optimera webbplatsens hastighet
- att förbättra webbplatsen användarupplevelse utifrån web core vitals mätetal
- att ha en logisk och tydlig URL-struktur
- att säkerställa en mobilanpassad webbplats, vilket uppnås med responsiv webbdesign.
- att uppladdade bilder har rätt filtyp och storlek för att minimera storlek och därmed förbättra laddningstider.
- att använda robots.txt korrekt
- att generera en webbplatskarta
- att säkerställa att webbplatsen enkelt kan genomsökas och renderas av sökmotorer.
- att implementera strukturerad data på webbplatsen.

2016 introducerade sökmotorn Google mobile-first indexing initiative, vilket innebär att det är hemsidans mobilversion som kommer att bedömas för placering.

### Satellitsidor
Satellitsidor har som huvudsaklig funktion att komplettera ett företags befintliga webbplatser för gynna sökresultat på sökmotorer, exempelvis Google. Därmed leder satellitsidan trafik till den riktiga hemsidan, vilket oftast är målet med satellitsidan.
När en satellitsida tas fram för sökmotoroptimering så läggs vikt på sidans struktur och texternas utformning. Texterna utformas för att sökmotorn ska förstå att texten är relevant och specifik för det ämnet/orden som ägaren till satellitsidan önskar få sökresultat på.
För att stärka resultatet för en satellitsida på sökmotorn krävs ofta att sidan stärks med länkar. Dessa länkar är ofta inbyggda i texter på andra webbplatser som handlar om samma ämne som det som satellitsidan vill få sökmotorträffar på.